# Phare de l'île Horn (Mississippi)
Le phare de l'île Horn (en anglais : Horn Island Light), (connu plus tard sous le nom de l' île Petit Bois était un phare  situé à l'extrémité est de l'île Horn dans le comté de Jackson au Mississippi. Déplacé et reconstruit plusieurs fois, il est désactivé et abandonné en 1961.

## Histoire
l'île Horn et l'île Petit Bois font partie d'une chaîne d' îles-barrières séparant le détroit du golfe du Mexique. Le passage qui les sépare, le Horn Island Pass, est la voie la plus directe vers Pascagoula par voie maritime. Pour guider les navires à travers le passage, le premier phare fut érigé en 1874, une maison en bois reposant sur une plateforme. Elle a été déplacée en 1880 en raison de l'érosion.
Le deuxième phare fut construit sur l’île en 1887, une maison carrée avec des lucarnes et une lanterne sur le toit. Celle-ci a également été déplacée en 1900 et a été complètement détruite par le 1906 Mississippi hurricane (en), tuant le gardien Charles Johnsson, son épouse et sa fille. On avait proposé l'évacuation à Johnsson avec sa famille, mais il avait refusé, invoquant son obligation de garder le phare allumé. Son corps a été retrouvé après la tempête, mais ceux de sa femme et de sa fille n'ont jamais été retrouvés.
Un nouveau feu n'a été construit qu'en 1908 et à un nouvel emplacement dans le détroit, à l'extrémité ouest de l'île Petit Bois. Cette lumière portait encore le nom officiel de Horn Island Light, mais en raison de son emplacement, elle s'appelait également la Petit Bois Light. C'était aussi une  petite maison, cette fois sur une plate-forme de pieux, équipée d'une lentille de Fresnel de quatrième ordre. Il a été automatisé en 1951 et arrêté en 1961 au profit des feux d’alignement toujours utilisés.
Identifiant : ARLHS : USA-379.

### Lien connexe
- Liste des phares du Mississippi